# Bevaix
Bevaix is een plaats en voormalige gemeente in het Zwitserse kanton Neuchâtel. Bevaix telt 3768 inwoners.
De gemeente Beviax is op 1 januari 2018 samen met de gemeenten Fresens, Gorgier, Montalchez, Saint-Aubin-Sauges en Vaumarcus opgegaan in de nieuwgevormde gemeente La Grande Béroche.

## Overleden
- Alice Descœudres (1875-1963), pedagoge, lerares en pionier in het buitengewoon onderwijs

## Externe link

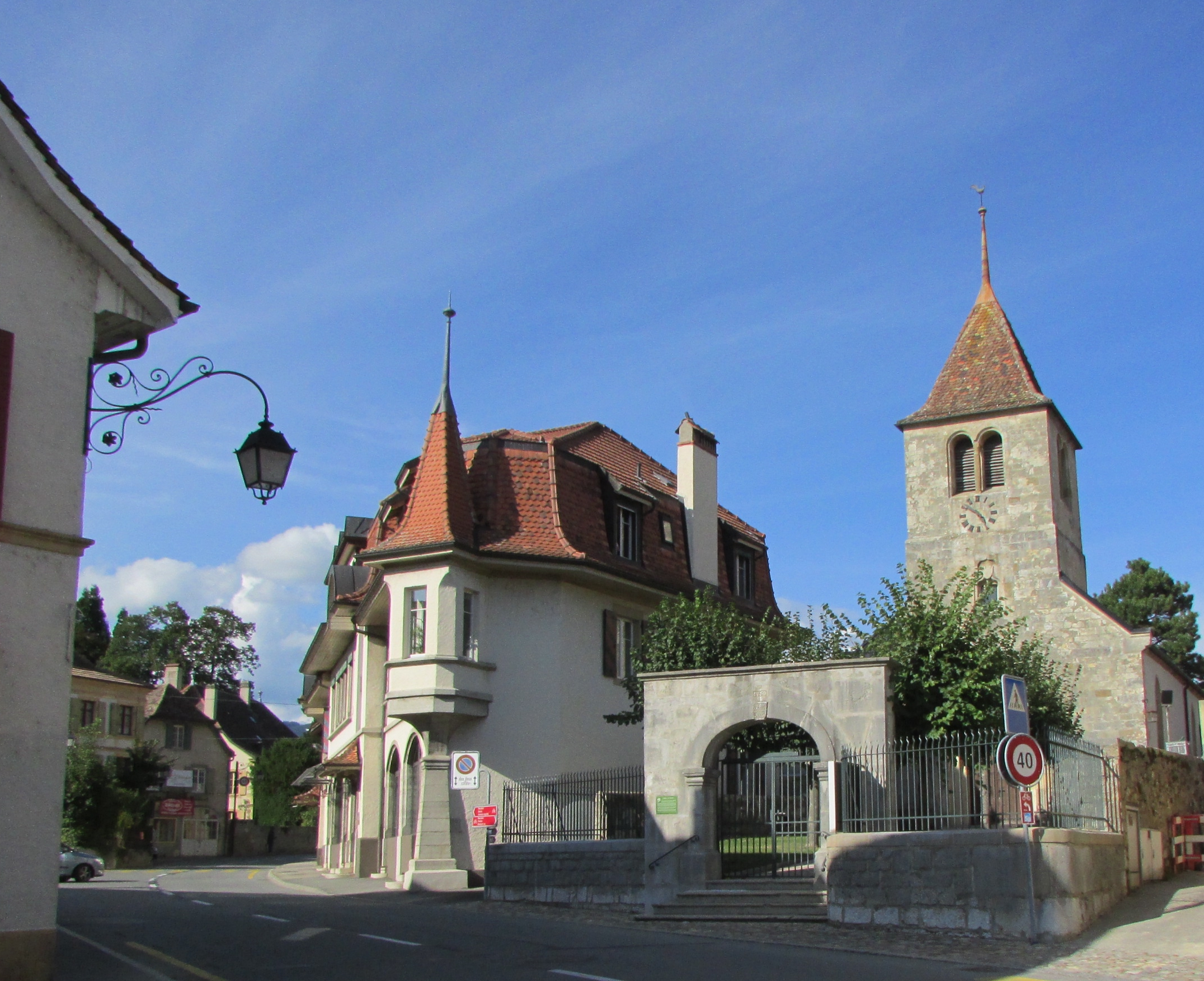
De kerk van Bevaix